# Ferdinand Barlow

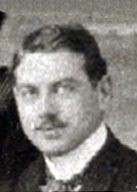
Ferdinand Barlow zwischen 1910 und 1930

Ferdinand Barlow (auch Fred Barlow, * 2. Oktober 1881 in Mülhausen; † 3. Januar 1951 in Boulogne (Seine)) war ein französisch-elsässischer Komponist.

## Leben und Werk
Ferdinand Barlow besuchte zunächst das Polytechnikum in Zürich, um eine Ingenieurlaufbahn einzuschlagen. Ab 1908 widmete er sich jedoch vollkommen der Musik. Er ließ sich in Paris nieder und baute Kontakte zu Erik Satie und der Groupe des Six auf. Er studierte Komposition bei Jean Huré und Charles Koechlin.
Ferdinand Barlow schrieb die komische Oper Sylvie ou Le double amour (Paris 1923), die Operette Mam’zelle Prudhomme (Monte Carlo 1932), die Ballette La grande jatte (Paris 1950) und Gladys (Mülhausen 1956), Orchesterwerke, Kammermusik, Klavierstücke, Chorwerke, Lieder und geistliche Musik.